# 수페르코파 이탈리아나 2021
수페르코파 이탈리아나 2021은 수페르코파 이탈리아나의 34번째 대회이며, 네이밍 스폰서십에 따라  수페르코파 프레차로사로도 불리며, 2022년 1월 12일에 밀라노에 소재한 스타디오 주세페 메아차에서 경기가 열린다. 올해 대회는 세리에 A 2020-21 우승 구단인 인테르나치오날레와 코파 이탈리아 2020-21의 우승 구단인 유벤투스 간의 경기다.
인테르나치오날레가 연장전까지 간 끝에 2–1로 승리를 거두며 트로피를 거머쥐었고, 통산 여섯 번째 우승이 되었다.

## 배경
이탈리아 축구의 대시합인 데르비 디탈리아(이탈리아 더비) 대전이 성사되었고, 구 구단이 본 대회에서 맞붙는 것은 이로서 두번째가 된다. 지난 경기는 토리노 스타디오 델레 알피에서 열림 2005년 대회로 연장전까지 간 끝에 인테르나치오날레가 1–0으로 승리를 거뒀었다. 인테르는 이번 대회로서 열 번째 참가가 되며, 마지막 참가는 2011년 대회로 같은 도시 라이벌인 밀란에게 패배했다. 인테르는 라치오와 동률인 다섯 번의 우승을 거뒀으며, 네 번의 준우승의 기록으로 수페르코파 이탈리아나 통산 구단 순위로는 3위에 올라있다. 유벤투스는 2019참가를 통해 기존에 인테르가 2005~2011시즌 연속참가 기록을 제치고 세워오고 있는 자신의 기록을 이번 참가로 10연속 참가로 경신하게 되며, 이와 동시에 총 열일곱 번째 참가와 동시에 우승 아홉 회, 준우승 일곱 회로 통산 구단 순위에서 1위 기록을 가지고 있다.
수페르코파 이탈리아나 2021년 대회로서 인테르와 유벤투스 양 구단이 결승전에서 맞붙게 되는 것은 네 번째가 된다. 상술된 동 대회 2005년 경기가 있었으며 코파 이탈리아 무대에서 1958-59와 1964-65시즌 결승전에 맞붙은 바 있다.(두 번 다 유벤투스의 승리였다.)
밀라노 소재의 스타디오 주세페 메아차에서 수페르코파 이탈리아나 결승전이 열리는 것은 열두 번째이며, 본 경기장에서 마지막으로 수페르코파 결승전이 열린 것은 인테르가 로마를 쓰러뜨린 2010대회다. 이와 더불어 수페르코파 이탈리아나 결승전이 이탈리아 챔피언의 홈 경기장에서 다시 열리게 된 것은 앞서 기술된 2010대회 이후로 처음이다. 세리에 A와 코파 이탈리아가 종료된 해의 그 다음 해에 수페르코파 트로피가 수여되는 것은 이번을 통해 다섯 번째가 되게되며 겨울에 열린 것은 이번이 일곱 번째가 된다.

## 참가 구단
| 구단             | 출전 자격                  | 참가 기록 (굵은 글씨는 우승 기록)                                                                     |
| ---------------- | -------------------------- | --- |
| 인테르나치오날레 | 세리에 A 2020-21 우승      | 8회 (1989, 2005, 2006, 2007, 2008, 2009, 2010, 2011)                                                  |
| 유벤투스         | 코파 이탈리아 2020-21 우승 | 16회 (1990, 1995, 1997, 1998, 2002, 2003, 2005, 2012, 2013, 2014, 2015, 2016, 2017, 2018, 2019, 2020) |

## 경기 정보
| 인테르                                    | 2 – 1 (연장전) | 유벤투스     |
| ----------------------------------------- | -------------- | ------------ |
| - 마르티네스 35′ (페널티) - 산체스 120+1′ | 리포트         | - 매케니 25′ |

| 인테르 | 유벤투스 |

|               |    |                       |      |      |
|               |    |                       |      |      |
| GK            | 1  | 사미르 한다노비치     |      |      |
| DF            | 37 | 밀란 슈크리니아르     |      |      |
| DF            | 6  | 스테판 더 프레이      |      |      |
| DF            | 95 | 알레산드로 바스토니   |      |      |
| MF            | 2  | 덴젤 둠프리스         |      | 89′  |
| MF            | 23 | 니콜로 바렐라         |      | 89′  |
| MF            | 77 | 마르첼로 브로조비치   |      |      |
| MF            | 20 | 하칸 찰하노을루       |      |      |
| MF            | 14 | 이반 페리시치         |      | 100′ |
| FW            | 9  | 에딘 제코             | 60′  | 75′  |
| FW            | 10 | 라우타로 마르티네스   |      | 75′  |
| 교체 명단:    |    |                       |      |      |
| GK            | 97 | 이누츠 라두           |      |      |
| MF            | 5  | 로베르토 갈리아르디니 |      |      |
| FW            | 7  | 알렉시스 산체스       |      | 75′  |
| MF            | 8  | 마티아스 베시노       |      |      |
| DF            | 11 | 알렉산다르 콜라로브   |      |      |
| MF            | 12 | 스테파노 센시         |      |      |
| DF            | 13 | 안드레아 라노키아     |      |      |
| FW            | 19 | 호아킨 코레아         | 106′ | 75′  |
| MF            | 22 | 아르투로 비달         | 118′ | 89′  |
| DF            | 32 | 페데리코 디마르코     |      | 100′ |
| DF            | 33 | 다닐로 담브로시오     |      |      |
| DF            | 36 | 마테오 다르미안       |      | 89′  |
| 감독:         |    |                       |      |      |
| 시모네 인차기 |    |                       |      |      |

|                       |    |                         |      |     |
|                       |    |                         |      |     |
| GK                    | 36 | 마티아 페린             |      |     |
| DF                    | 2  | 마티아 데 실리오        |      |     |
| DF                    | 24 | 다니엘레 루가니         | 109′ |     |
| DF                    | 3  | 조르조 키엘리니         |      |     |
| DF                    | 12 | 알레스 산드루           |      |     |
| MF                    | 14 | 웨스턴 매케니           |      |     |
| MF                    | 27 | 마누엘 로카텔리         |      | 91′ |
| MF                    | 25 | 아드리앵 라비오         |      |     |
| FW                    | 44 | 데얀 쿨루셰프스키       |      | 74′ |
| FW                    | 9  | 알바로 모라타           |      | 88′ |
| FW                    | 20 | 페데리코 베르나르데스키 | 43′  | 79′ |
| 교체 명단:            |    |                         |      |     |
| GK                    | 1  | 보이치에흐 슈쳉스니     |      |     |
| GK                    | 23 | 카를로 핀솔리오         |      |     |
| MF                    | 5  | 아르투르                |      | 79′ |
| DF                    | 6  | 다닐루                  |      |     |
| FW                    | 10 | 파울로 디발라           | 105′ | 74′ |
| DF                    | 17 | 루카 펠레그리니         |      |     |
| FW                    | 18 | 모이스 켄               |      | 88′ |
| DF                    | 19 | 레오나르도 보누치       |      |     |
| FW                    | 21 | 카이우 조르지           |      |     |
| MF                    | 30 | 로드리고 벤탕쿠르       |      | 91′ |
| FW                    | 38 | 말리 아케               |      |     |
| DF                    | 45 | 코니 드 빈테르          |      |     |
| 감독:                 |    |                         |      |     |
| 마시밀리아노 알레그리 |    |                         |      |     |

## 같이 보기
- 세리에 A 2020-21
- 코파 이탈리아 2020-21